# Twilight in Olympus
Twilight in Olympus es el cuarto álbum oficial de la banda de metal progresivo Symphony X lanzado en 1998. En el 2002 salió a la venta una edición especial de este álbum con: El Mismo Tracklist, Formato Digipack, Entrevista + contenidos extras.
En este álbum el baterista Jason Rullo fue reemplazado por Tom Walling debido a que estuvo enfermo durante el periodo de grabación.

## Lista de canciones
1. "Smoke and Mirrors" – 6:09
2. "Church of the Machine" – 8:57
3. "Sonata" – 1:25
4. "In The Dragon's Den" – 4:00
5. "Through the Looking Glass" (Part I, II, III) – 13:05
6. "The Relic" – 5:03
7. "Orion - The Hunter" – 6:56
8. "Lady of the Snow" – 7:09

## Personal
- Russell Allen - Cantante
- Michael Romeo - Guitarra
- Michael Pinnella - Teclado
- Tom Walling - Batería (Solo por este año)
- Thomas Miller- Bajo